# Wasserball-Bundesliga
Die Wasserball-Bundesliga (von 1997 bis 2020 Deutsche Wasserball-Liga) ist die höchste deutsche Spielklasse für den Mannschaftssport Wasserball, wobei der Sieger als Deutscher Meister der Männer bzw. Frauen gilt. Die DWL war ein selbstorganisierter Bereich der Bundesligavereine innerhalb des Deutschen Schwimm-Verbandes.

## Organisation und Spielmodus
Die Wasserball-Bundesliga der Männer ist unterteilt in zwei Gruppen, die A- & die B-Gruppe. Basierend auf den Vorjahresresultaten, sind die Ligen nach Leistung getrennt. Zunächst wird eine Hauptrunde mit Hin- & Rückspiel innerhalb der Gruppen gespielt, der letzte der A-Gruppe (Platz 1 bis 8 des Vorjahres) steigt danach automatisch in die B-Gruppe ab, der Tabellenerste der B-Gruppe (Platz 9 bis 14 bzw. 15 des Vorjahres plus Aufsteiger) rückt automatisch in die A-Gruppe auf. Über die Play-offs werden dann die endgültigen Platzierungen und damit auch der deutsche Meister ermittelt. Die Plätze 1 bis 6 qualifizieren sich für die europäischen Wettbewerbe. Nach den Play-offs steigt der Letztplatzierte der B-Gruppe direkt in die 2. Wasserball-Liga seiner Landesgruppe ab, der vorletzte nimmt am Aufstiegsturnier der 2. Ligen (Nord, Ost, Süd & West) teil.
Die Frauen-Bundesliga spielt mit Hin- und Rückspiel in Rundenform, wobei sich die ersten vier Teams der Endtabelle für die nachfolgenden Play-offs um die Meisterschaft qualifizieren.
Organisatorisch ist die Wasserball-Bundesliga in der Abteilung Wettkampfsport Wasserball des Deutschen Schwimm-Verbandes aufgehängt.

## Vereine
Teilnehmer der Wasserball Bundesliga in der Saison 2024/25:
A-Gruppe
- Waspo 98 Hannover
- Wasserfreunde Spandau 04
- ASC Duisburg
- OSC Potsdam
- SV Ludwigsburg 08 (Rückzug)
- White Sharks Hannover
- SG Neukölln Berlin
- Duisburger SV 1898

B-Gruppe
- SV Krefeld 72
- SV Bayer Uerdingen 08
- SVV Plauen
- SSV Esslingen
- SV Würzburg 05
- Düsseldorfer SC 1898
- SG Stadtwerke München
- SV Cannstatt 1898

Frauen
- Blau-Weiß Bochum
- SSV Esslingen
- ETV Hamburg
- Waspo 98 Hannover
- Wasserfreunde Spandau 04
- SV Bayer Uerdingen 08